# Афар (регион)
Вижте пояснителната страница за други значения на Афар.
Афар е един от регионите на Етиопия. В него живеят афарите. Граничи с Еритрея и Джибути. Столицата на региона е град Асаита. Площта на Афар е 72 053 квадратни километра, а населението e 1 723 000 души (по изчисления за юли 2015 г.).
На територията на региона се намира тектонската падина Афар, която е най-ниското място в Етиопия, на 155 метра под морското равнище, и една от най-ниските точки на цяла Африка. Това е едно от най-горещите места на Земята – средната минимална температура е 25 0 С, средната максимална е 350 С, валежите са около 200 мм. Има пустинна растителност.
Регионът Афар е разделен на 5 зони, а всяка зона е разделена на общини, в Етиопия наричани уореди. Уоредите на Афар са общо 29.